# 北辰物産
北辰物産株式会社（ほくしんぶっさん）は、東京都中央区日本橋茅場町に本社を置く日本の商品先物取引企業。

## 概略
1964年（昭和39年）3月、北辰物産が設立され、東京穀物商品取引所商品仲買人として農林大臣より登録を受けた。
1991年（平成3年）5月には、社団法人日本商品取引員協会（現：日本商品先物取引協会）に加入し、1999年（平成11年）10月、インターネットによる商品先物取引「DIRECT-NET」をスタートした。その後、2000年（平成12年）4月には、外国為替証拠金取引（HOXSIN-FX）のサービスも開始し、2005年（平成17年）9月には、商品先物取引オンライン・トレーディング・システム「TIGER TRADER」を開始した。
現在、北辰物産の主な取扱商品は、金、銀、白金、原油、ガソリン、大豆、とうもろこし、など。

## 沿革
- 1964年（昭和39年）3月 - 北辰物産の設立（資本金4,000万円）。東京穀物商品取引所商品仲買人として農林大臣より登録を受ける
- 1966年（昭和41年）3月 - 大阪穀物商品取引所商品仲買人として農林大臣より登録を受ける
- 1967年（昭和42年）9月 - 東京砂糖取引所商品仲買人として農林大臣より登録を受ける
- 1984年（昭和59年）1月 - 東京金取引所商品取引員として通商産業大臣より商品取引受託業務の許可
- 1985年（昭和60年）7月 - 三井物産「ロンドン渡し貴金属地金取引」指定取扱業者、代理店となる
- 1991年（平成3年）5月 - 社団法人日本商品取引員協会（現：日本商品先物取引協会）に加入
- 1991年（平成3年）8月 - 名古屋穀物砂糖取引所商品取引員として農林水産大臣より商品取引受託業務の許可
- 1999年（平成11年）10月 - インターネットによる商品先物取引「DIRECT-NET」を開始
- 2000年（平成12年）4月 - 外国為替証拠金取引業務（HOXSIN-FX）開始
- 2004年（平成16年）9月 - インターネットによる外国為替保証金取引「DRAGON FX 24」開始
- 2005年（平成17年）4月 - 改正商品取引所法に基づき、農林水産大臣及び経済産業大臣より商品取引受託業の許可能。「コールセンター口座」を開始
- 2005年（平成17年）9月 - 商品先物取引オンライン・トレーディング・システム「TIGER TRADER」を開始
- 2006年（平成18年）2月 - 関東財務局長より金融先物取引業としての登録を受ける。社団法人金融先物取引業協会に加入
- 2007年（平成19年）4月 - 北辰商品より商品先物取引受託業務の事業譲受。商品先物取引オンライン・トレーディング・システム「D-station」を提供
- 2007年（平成19年）10月 - 商品先物取引オンライン・トレーディング・システムTIGER TRADERをD-stationに一本化
- 2008年（平成20年）12月 - 商品先物取引オンライン・トレーディング・システムD-station新システム「Presto」稼動
- 2012年（平成24年）1月 - スマートフォン用取引ツール「D-touch」稼働
- 2015年（平成27年）4月 - PC・タブレット用取引ツール「D-タブレット」稼働
- 2015年（平成27年）12月 - 大阪堂島商品取引所 （現：堂島取引所）に加入
- 2017年（平成29年）1月 - 商品先物取引法に基づき、農林水産大臣及び経済産業大臣より商品先物取引業の許可
- 2020年（令和2年）4月 - 金融商品取引法に基づき、関東財務局長より第一種金融商品取引業、投資助言・代理業の登録
- 2020年（令和2年）5月 - 日本証券業協会に特定業務会員として加入、日本投資顧問業協会に投資助言・代理会員として加入
- 2020年（令和2年）7月 - 株式会社大阪取引所より商品先物等取引資格の取得、株式会社日本証券クリアリング機構より商品先物等清算資格の取得
- 2021年（令和3年）9月 - 株式会社大阪取引所のCME原油等指数先物取引の取引開始、株式会社日本証券クリアリング機構より原油先物等清算資格の取得
- 2022年（令和4年）4月 - 株式会社大阪取引所のLNG先物取引の取引開始
- 2023年（令和5年）1月 - 商品先物取引法に基づき、農林水産大臣及び経済産業大臣より商品先物取引業の許可